# 长发

正在梳理头发的日本女性。

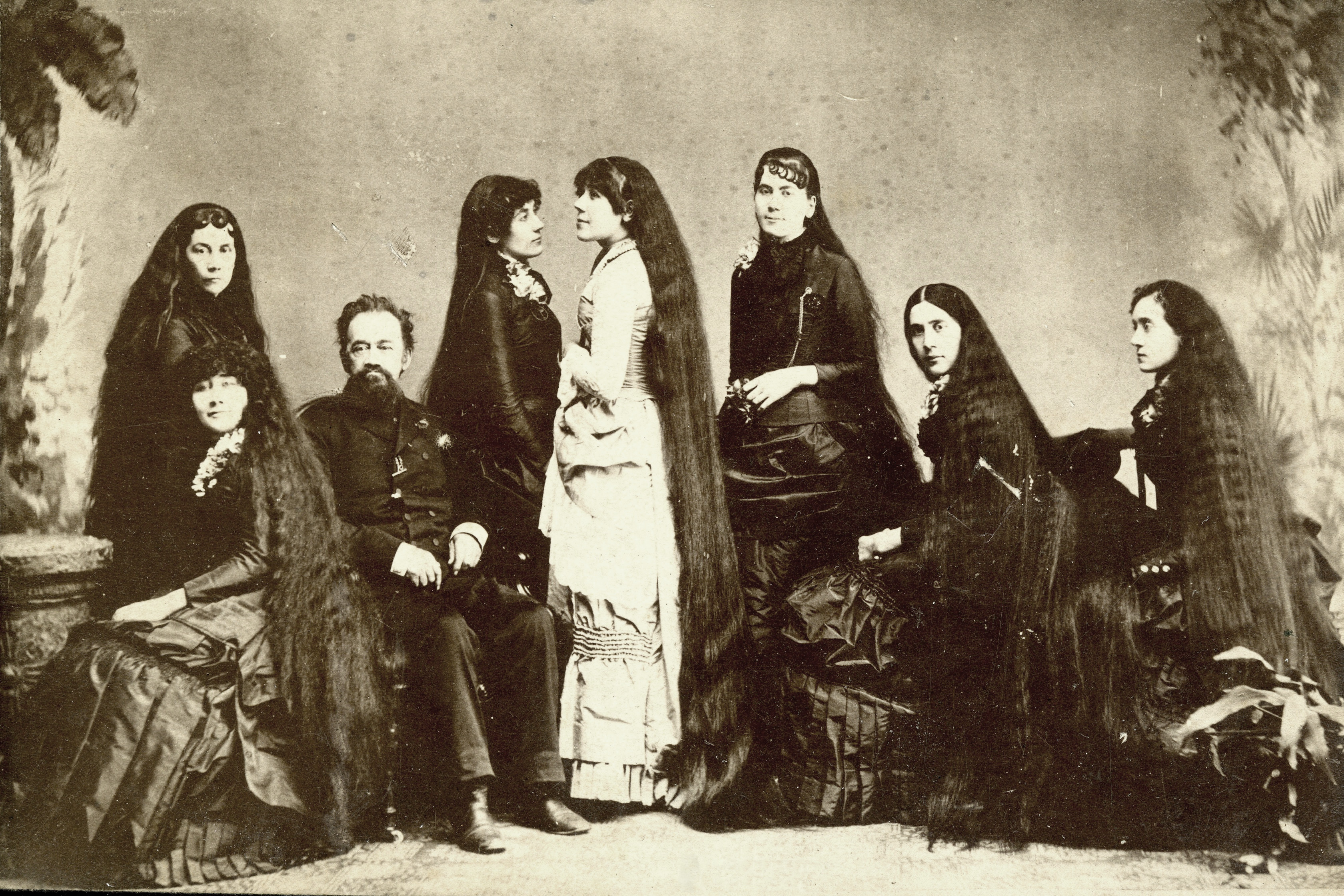
從1882年到1907年薩瑟蘭七姊妹在玲玲馬戲團中邊演唱和邊展示著名的拖地長髮。

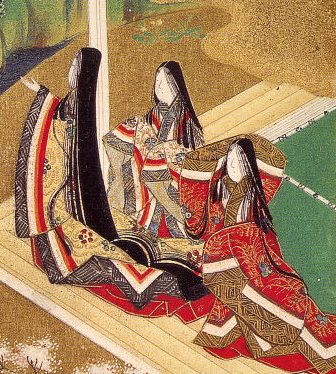
平安時代的女性正在梳理一頭長髮，源氏物語的插圖，由土佐光木繪製。

长发为发型的一种，与短发相对。通常意义上，头发自然下垂，长度方面從及肩、過肩、及腰、過腰、及膝、過膝或者及地、過腳踝、長度超过（拖地），即视为长发。长发作为一种艺术形象，而出现在古代和现代的诗歌等文学、音乐作品中（如《诗经》中的商颂·长发），常常被借以抒发情愁（如李白的《秋浦歌》）。此外，长发也被视为美男子或者美女的标志，如人们常用以形容美女的词语“长发西施”、“回頭率女神”。
现代ACG文化中也将长发视为唯美的标志，甚至引申出“黑长直”等专用语。
雖然刻板印象中女性留長髮，但這不表示女性確實偏好留長髮。據估計，在1972年，24%的美國女性留著及肩或更長的頭髮，其中就年齡層來看，44%年紀介於14至24歲的女性，留著及肩或更長的頭髮，也就是說，當時美國有稍微超過12%的男性和女性留長髮（男性也有留長髮的，因此這種狀況需要考慮，但男性留長髮的人數比女性少）。類似的趨勢在2001年依舊存在，在2001年，美國成年人中，有13%的男性和女性留著及肩或更長的頭髮；其中大約2.4%的人留著長及肩胛骨或更長的頭髮；0.3%留著長及腰部或更長的頭髮，而只有0.017%留著長及臀部或更長的頭髮。
一般长头发长度在50厘米以下20厘米以上的售价是300到500左右

## 宗教

### 伊斯兰教

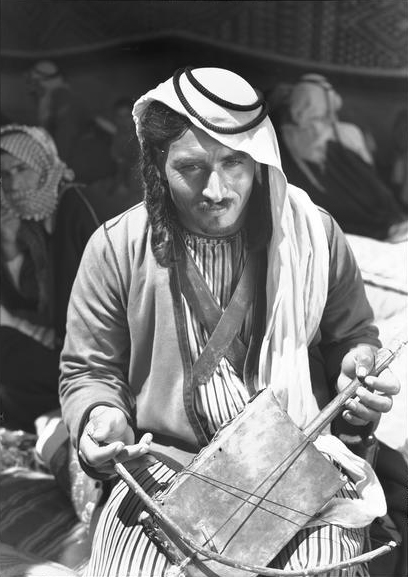
外约旦酋长国的贝都因人在第二次世界大战期间留着及肩长的头发

过去，贝都因穆斯林经常将头发编成长辫，但西方文化的影响导致态度发生了变化。贝都因人现在更不太可能留长发。 北非的伊斯兰国家，如埃及，认为男性留长发是现代主义的，有一种情况下，埃及警察将其视为邪恶的，并视为不信仰者的标志。 在中世纪时期，西班牙统治者怀疑留长发的男性是摩尔人或摩里斯科人，因此禁止留长发，因为认为这是摩尔人的风俗。然而，现代北非男性已经采用了西方的短发。
一些穆斯林也反对男性留长发，因为在伊斯兰教中，外貌上的明显差异（性别方面）也很重要。一般来说，这些文化鼓励女性留长发，男性留短发。 阿富汗的塔利班认为男性留长发是西方文化的影响，并以逮捕和强制理发的方式进行惩罚， 尽管这与穆罕默德的逊纳（教导）直接相矛盾。伊拉克的伊斯兰主义者也采取了类似的措施。 尽管如此，一些与塔利班有关的梅苏德族成员以其长发而为人所知。 沙特的伊斯兰战士阿米尔·哈塔卜也以其长发而闻名。一些苏菲派秩序的托文舞者，如卡斯纳扎尼，通常留有长发，并在仪式中旋转头发。

### 锡克教
对于锡克教徒来说，Kesh是一种允许头发自然生长的做法，因为长发被认为是Satguru/Saint的一种命令（hukam）。

## 另見
- 姬髮式
- 公主頭
- 羅杏芝
- 黑长直
- 短髮
- 辮子
- 自然卷
- 雙馬尾
- 妹妹頭
- 平頭
- 髻
- 刻板印象
- 訴諸性別